# Рассвет (Октябрьский район)
Рассвет (бел. Рассвет; до 1962 года — Качай-Болото) — агрогородок в Октябрьском районе Гомельской области Беларуси. Административный центр Протасовского сельсовета.

## География

### Расположение
В 32 км на северо-восток от Октябрьского, 16 км от железнодорожной станции Ратмировичи (на ветке Бобруйск — Рабкор от линии Осиповичи — Жлобин), 175 км от Гомеля.

### Гидрография
На реке Рудянка (приток реки Нератовка), на севере и юге мелиоративные каналы.

## Транспортная сеть
Транспортные связи по просёлочной, затем автомобильной дороге Паричи — Октябрьский. Планировка состоит из прямолинейной улицы, близкой к широтной ориентации, к которой с юга и севера присоединяются 3 переулка. Застройка двусторонняя, деревянная, усадебного типа. В 1986 году построено 50 кирпичных домов, в которых разместились переселенцы из загрязнённых радиацией в результате катастрофы на Чернобыльской АЭС мест.

## История
По письменным источникам известна с XIX века как деревня в Чернинской волости Бобруйского уезда Минской губернии. Большинство деревенских земель принадлежала помещице В. Аненковой. Обозначена на карте 1866 года, использовавшейся Западной мелиоративной экспедицией, работавшей в этом районе в 1890-е годы.
В 1925 году в Романищевском сельсовете Паричского района Бобруйского округа. В 1929 году организован колхоз «Молодой ленинец», работала паровая мельница с лесопилкой. Во время Великой Отечественной войны в апреле 1942 года немецкие оккупанты сожгли 5 дворов и убили 27 жителей 31 житель погиб на фронте. Согласно переписи 1959 года центр колхоза имени В. И. Ленина; работают мехдвор, средняя школа, культурно-спортивный центр, библиотека, филиал Октябрьской музыкальной школы, детский сад, амбулатория, отделение связи, комплексный приёмный пункт, 3 магазина.

## Население

### Численность
- 2004 год — 196 хозяйств, 459 жителей.

### Динамика
- 1908 год — 44 двора, 246 жителей.
- 1925 год — 56 дворов.
- 1940 год — 95 дворов, 410 жителей.
- 1959 год — 437 жителей (согласно переписи).
- 2004 год — 196 хозяйств, 459 жителей.

## Культура
- Рассветовский сельский Дом народного творчества — филиал ГУК «Центр культурно-досуговой деятельности Октябрьского района»

- Комплексный музей «Спадчына» ГУО «Рассветовская средняя школа» (1995)

## Известные уроженцы
- А. М. Пинчук — Герой Советского Союза. Его имя носит одна из улиц деревни.